# Hunga Tonga

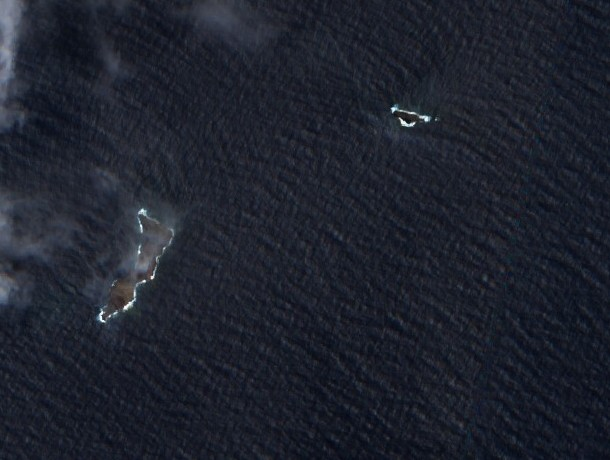
Hunga Tonga–Hunga Haʻapai 2017 på en satellitbild från Landsat.

Hunga Tonga–Hunga Haʻapai var en obebodd vulkanisk ö i Tonga i södra Stilla havet som existerade mellan 2009 och 2022. De två öarna Hunga Tonga och Hunga Haʻapai växte samman till en ö i samband med ett utbrott 2009.

## Utbrotten december 2021 – januari 2022
I december 2021 började en serie utbrott som kulminerade den 15 januari 2022 i ett omfattande explosivt utbrott som även orsakade en tsunami. Radarbilder visar att endast små fragment av Hunga Tonga och Hunga Haʻapai återstår efter utbrottet.

Utbrottet den 15 januari 2022.

Omfattningen av skadorna i övriga Tonga var ännu några dagar efter utbrottet okänd, eftersom ögruppen täckts av aska och kommunikationerna med omvärlden skurits av eftersom sjökabeln som förser Tonga med internet och telefoni skadades av explosionerna. Det befaras att tsunamin kan ha orsakat stor förödelse. Fortsatt vulkanisk aktivitet ledde den 17 januari till att hjälpinsatser fick avbrytas. Tre dödsfall hade bekräftats från Tonga den 19 januari, men flera öar hade då ännu inte kunnat nås och satellit- och flygbilder indikerade att bebyggelsen på flera öar hade raserats fullständigt.
Mindre tsunami-vågor rapporterades från runt om Stilla havet, inklusive Japan, USA samt Peru, där två personer ska ha  drunknat i samband med tsunamin.